# Kasper Gross
Kasper Gross (født 13. september 1987) er en dansk standupkomiker, manuskriptforfatter og skuespiller. Han har skrevet og medvirket i Minkavlerne sammen med Jonas Mogensen.

## Karriere
I 2009 vandt han stand-up-konkurrencerne Danish Open og Danmarks Næste Comedy Stjerne (Kanal 6).
I både 2014 og 2017 var han nomineret til Talentprisen ved Zulu Comedy Galla.
Kasper Gross var tekstforfatter på tv-programmet Dybvaaaaad! på TV 2 Zulu i perioden 2014 - 2018. I 2015 var han desuden fast opvarmer på Tobias Dybvads one man show Er det ikke dig fra Dybvad?, samt fast mand på Frank Hvams tour NYT.
Han var manuskriptforfatter på satireprogrammet Grand Danois, der kørte på TV 2 i 2016, som han også medvirkede i. Her spillede han den handikappede mand, Palle Pram, der måtte trækkes med sin irriterende hjælper.
I 2017 var Kasper Gross aktuel med tv-programmet Er vi der ikke snart?, der i alt bestod af 16 afsnit på TV 2 Zulu. Her både skrev han manuskripterne og spillede en stor del af rollerne, sammen med Jonas Mogensen.
Han er sammen med kollegaen Jonas Mogensen hovedforfatter på komedieserien Minkavlerne (2019), hvor han også spiller en af hovedrollerne som Martin. Minkavlerne vandt i 2020 en Zulu Award for Årets TV-serie.

## Turneer
- 2019 Grin til Gavn, Red Barnets velgørenhedsshow
- 2019 De Håndplukkede
- 2018 En aften med Thomas Warberg og Kasper Gross
- 2017 Comedy Nite med Mark Le Fêvre og Jesper Juhl
- 2015 NYT! med Frank Hvam
- 2015 Er det ikke dig fra Dybvad? (opvarmer)
- 2010Comedy Nite med Brian Lykke og Den Lalleglade Brigade

## Medvirkende
- 2016 Grand Danois i rollen som Palle Pram
- 2017 Er vi der ikke snart?" flere roller i en række sketches
- 2019 Helved i rollen som Dennis
- 2019-2021 Minkavlerne som Martin
- 2021 R8dio - Undskyld vi roder i rollen som IT-chef Michael Voss. (Podcast)

## Manuskriptforfatter
- 2016 Grand Danois
- 2017 Er vi der ikke snart? (TV 2 Zulu og TV 2 Play)
- 2019-2021 Minkavlerne

## Andet
- 2014 Zulu Comedy Galla
- 2016 ZULUs 2016 - De 10 ting vi talte mest om
- 2017 Zulu Comedy Galla
- 2017 ZULUs 2017 - De 10 ting vi talte mest om
- 2019 Årskavalkader - Zulus 2019, De ting vi talte mest om